# 青木川镇
青木川镇，是中华人民共和国陕西省汉中市宁强县下辖的一个乡镇级行政单位。
长沙坝村是陕西的最西点。

## 行政区划
青木川镇下辖以下地区：
长沙坝村、南坝村、青木川村、袁家坪村、东坝村、李家院村、玉泉坝村、后沟村和蒿地坝村。